# Lucchesi Palli (Adelsgeschlecht)

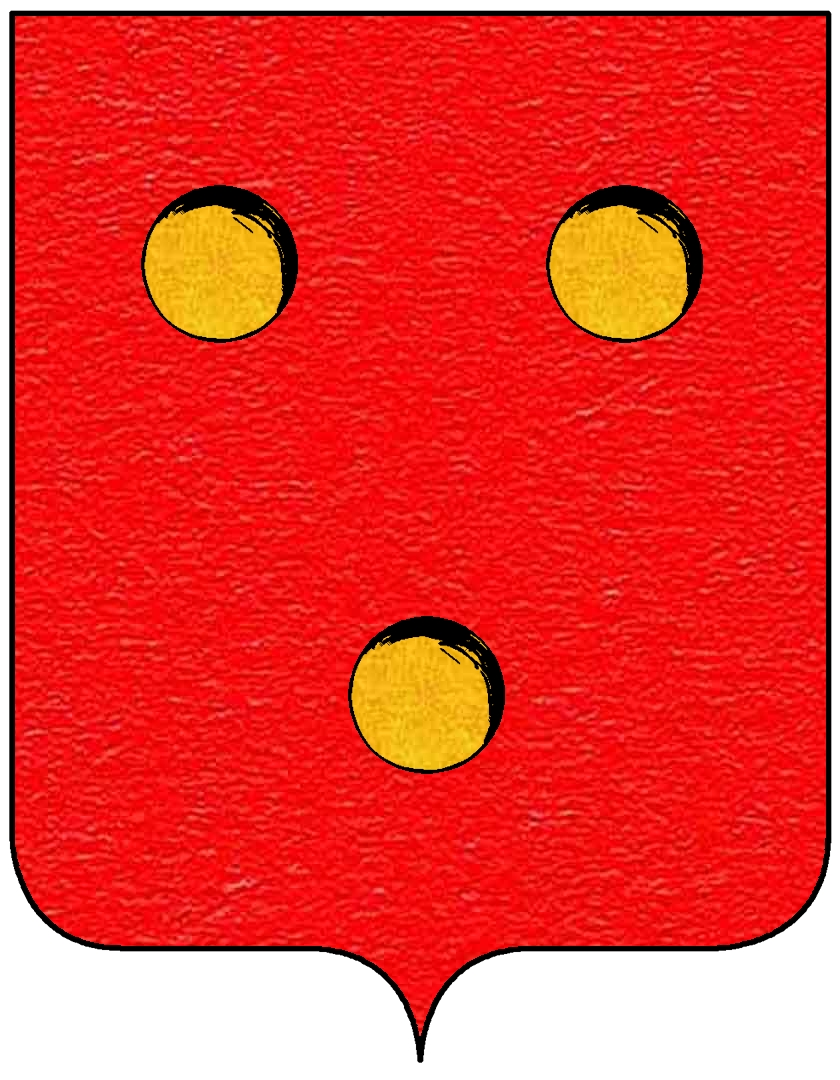
Wappen der Lucchesi-Palli

Lucchesi Palli (auch: Lucchese Palli) ist der Name eines italienischen Adelsgeschlechts, das dem Hochadel angehört.

## Geschichte
Die Lucchesi Palli sind ein sizilianisches Adelsgeschlecht mit vermuteter Herkunft aus Lucca, das zu Beginn des 15. Jahrhunderts erstmals urkundlich erscheint. Gastone Lucchese wird 1455 erwähnt. Bernardo Lucchesi Palli (1470–1526) stiftete eine Madonnenkapelle im Dom von Naro.
1625 erhielt Fabrizio Lucchese, Barone della Grazia († 1631), infolge seiner Ehe mit Eleonora del Campo e Grimaldi, Baronessa di Campofranco, den in Primogenitur erblichen Titel Principe di Campofranco. Später kam der Titel Duca della Grazia hinzu. Gegenwärtiger Titelträger ist Don Pietro Lucchesi Palli, 13. Principe di Campofranco, 10. Duca della Grazia (* 1943).
Ein Palais der Familie befindet sich in Montescaglioso. Die Villa Campofranco in Santa Flavia, der Palazzo Campofranco in Palermo und auch der Palazzo Steripinto in Sciacca kamen durch Erbschaft in die Familie.
Ettore Lucchesi Palli, Duca della Grazia, war der Sohn des Fürsten von Campofranco, einstigen Premierministers des Königs von Neapel und Vizekönigs von Sizilien. 1831 heiratete Ettore in Rom Maria Karolina, eine gebürtige sizilianische Königstochter und in erster Ehe eine verwitwete Schwiegertochter des Königs Karl X. von Frankreich. Sie kehrte im darauffolgenden Jahr nach Frankreich zurück, wo Karl X. durch die Julirevolution von 1830 gestürzt worden war, um für ihren Sohn Henri d’Artois den Thron zurückzuerobern. Ihre Anhänger wurden jedoch besiegt, sie selbst kam erst nach Bekanntwerden ihrer zweiten Eheschließung aus der Haft frei. Das Ehepaar ging ins Exil nach Österreich und erwarb dort 1834 das Schloss Brunnsee in Eichfeld (Steiermark) und 1837 das nahegelegene Schloss Weinburg am Saßbach. Beide befinden sich noch heute im Besitz von Urenkeln, der Grafen Ferrante und Michael Lucchesi Palli. Henri d’Artois nahm später seinen Wohnsitz auf Schloss Frohsdorf in Niederösterreich.

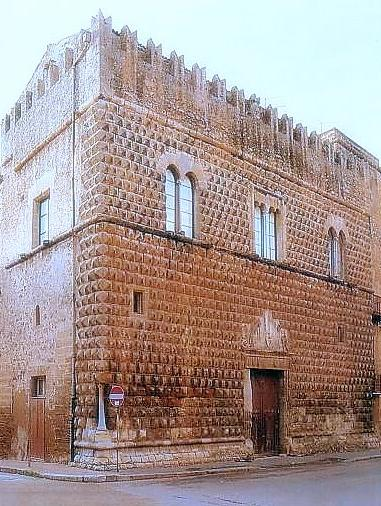
Palazzo Steripinto in Sciacca
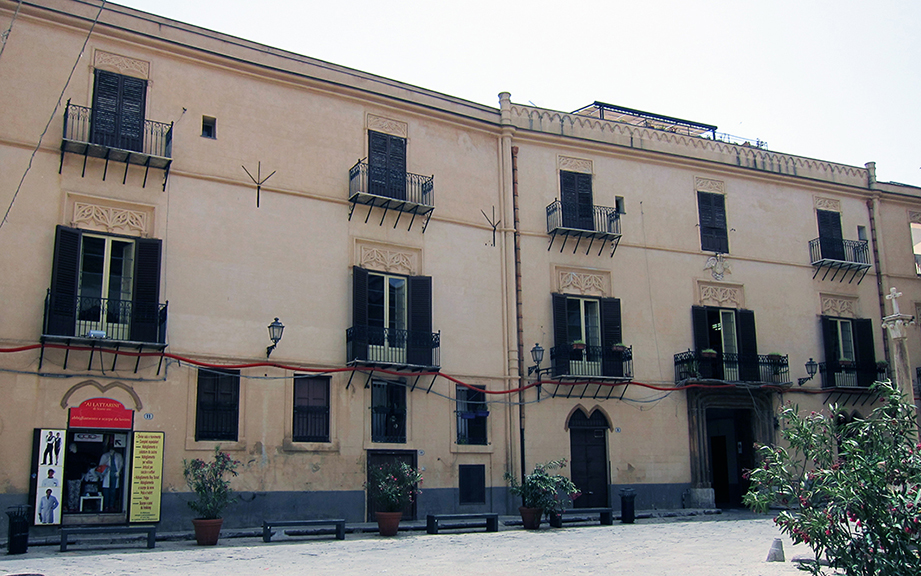
Palazzo Campofranco in Palermo
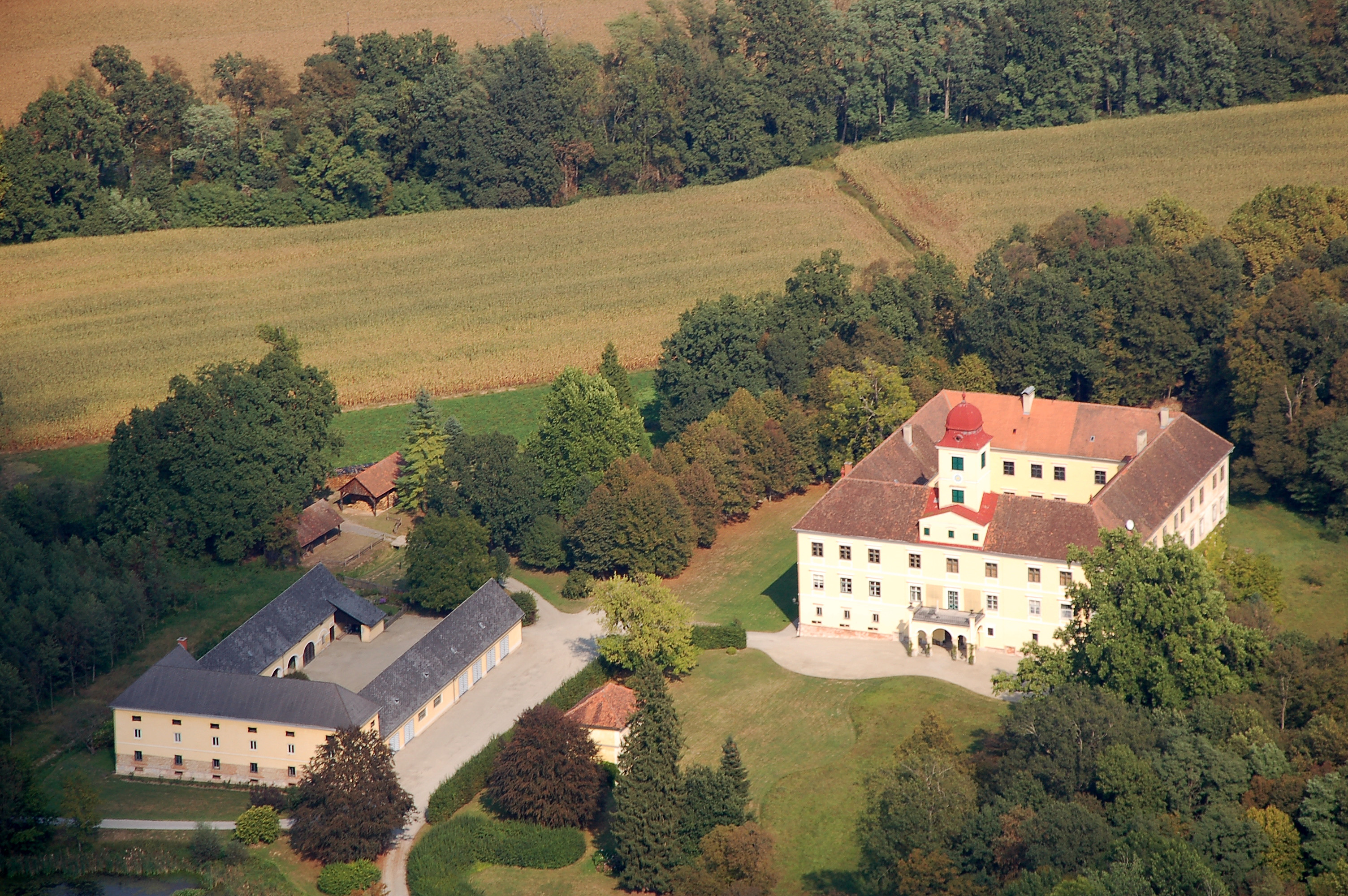
Schloss Brunnsee in Eichfeld (Steiermark)
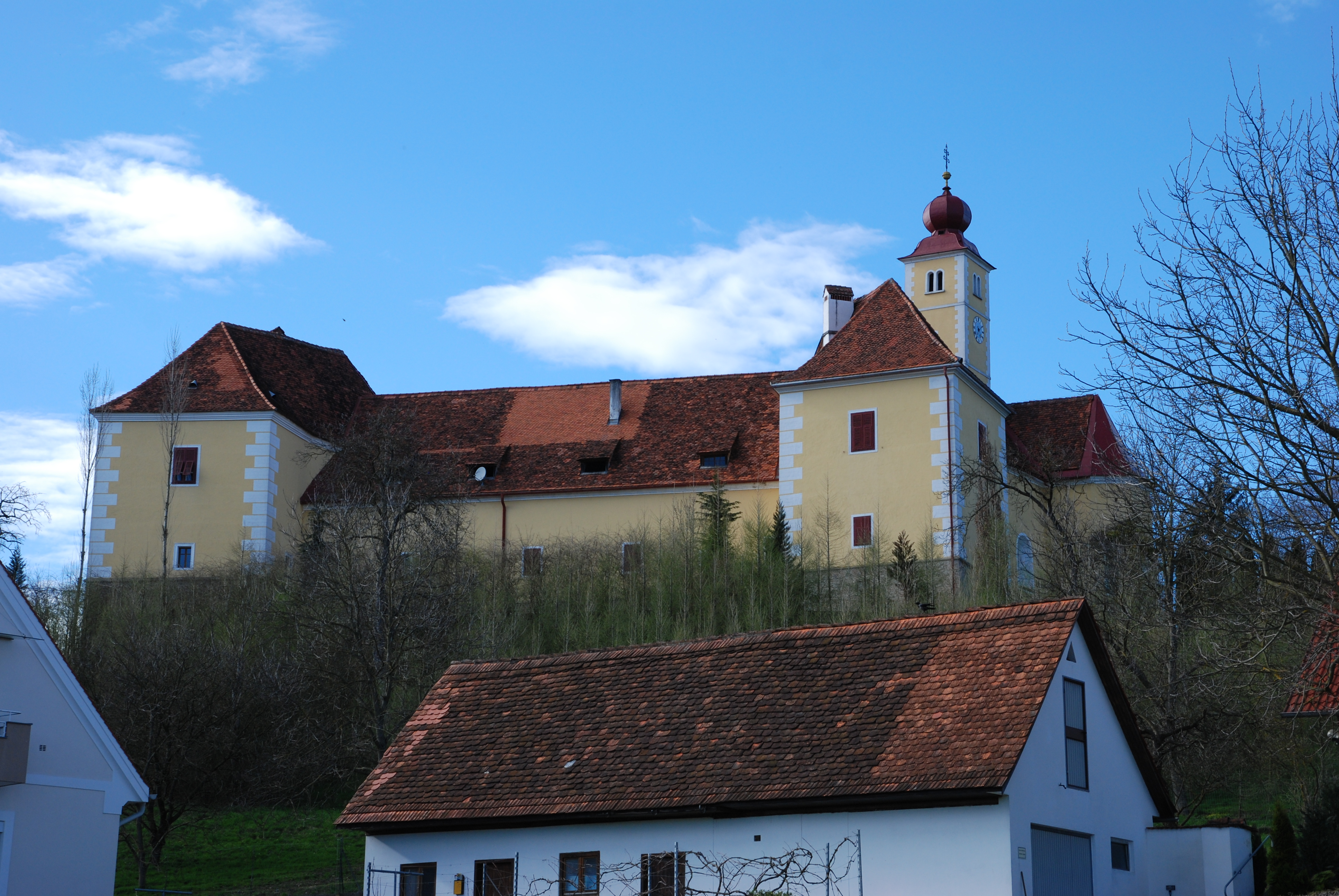
Schloss Weinburg am Saßbach, Steiermark

## Bekannte Familienmitglieder

Ettore Lucchesi Palli (1806–1864), 4. Herzog von Grazia

- Andrea Lucchesi Palli (1691–1768), Bischof von Agrigent
- Antonio Lucchesi-Palli, 7. Principe di Campofranco (1781–1856), Staatsminister, ließ 1835 den Palazzo Campofranco in Palermo erbauen
- Ferdinando Conte Lucchesi-Palli (2. April 1784 in Palermo – 4. März 1847 in Neapel), Generalkonsul beider Sizilien in den USA und später außerordentlicher Minister in Spanien; war verheiratet mit der berühmten Opernsängerin Adelaide Tosi.[2][3]
- Ettore Lucchesi Palli, 4. Herzog von Grazia (1806–1864), verheiratet mit Prinzessin Maria Karolina von Neapel-Sizilien
- Febo Edoardo Lucchesi Palli (13. Oktober 1837 – 10. August 1903),[4] Sohn von Ferdinando Conte Lucchesi-Palli und Adelaide Tosi; trug eine wertvolle Theater-Sammlung von Manuskripten und Büchern zusammen, die er 1888 als Biblioteca Lucchesi Palli (mit dazugehörigem musikalischem Archiv) dem italienischen Staat vermachte, als Filiale der Biblioteca Nazionale von Neapel.[2]
- Mario Adinolfo Lucchesi-Palli, 5. Herzog von Grazia (1840–1911), Diplomat, Gründungsmitglied des IOC
- Pietro Lucchesi-Palli (1870–1939), verheiratet mit Beatrice von Bourbon-Parma, Tochter Roberts I. von Parma
- Susanne Lucchesi Palli, Bürgermeisterin von Weinburg am Saßbach